# Michelle Phillips
Michelle Gilliam Phillips, właśc. Holly Michelle Gilliam (ur. 4 czerwca 1944 w Long Beach w Kalifornii) – amerykańska piosenkarka, autorka tekstów piosenek, aktorka i modelka. Zdobyła sławę jako członkini popularnego w latach 60. XX wieku zespołu The Mamas & the Papas.

## Życie prywatne
Jej rodzina była pochodzenia angielskiego i irlandzkiego.
Była żoną Johna Phillipsa i, przez zaledwie osiem dni, żoną Dennisa Hoppera. Miała romans z aktorami: Jackiem Nicholsonem i Warrenem Beattym.

## Dyskografia

### Albumy solo
- 1977: Victim of Romance

### Single
- 1975: „Aloha Louie”
- 1976: „No Love Today”
- 1977: „Aching Kind”
- 1978: „There She Goes”

## Filmografia

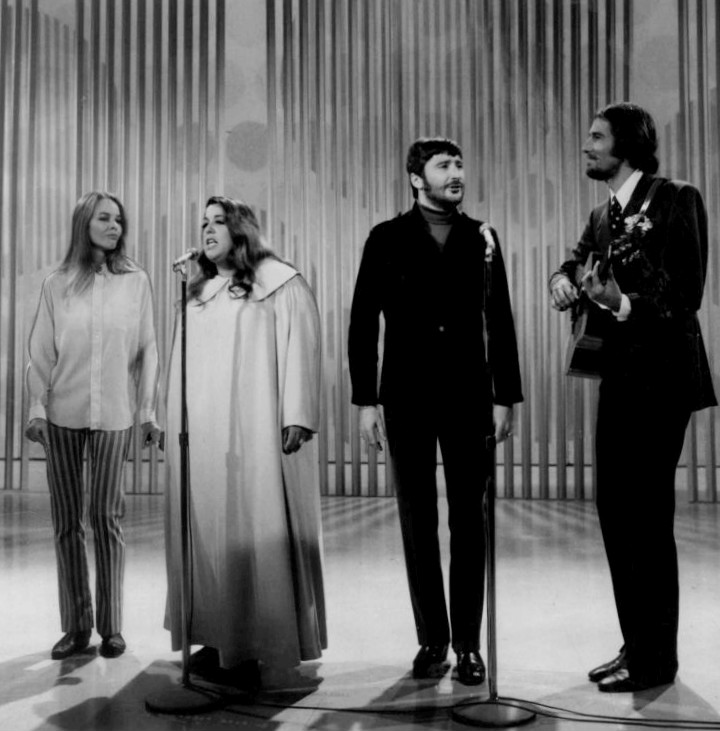
The Mamas & the Papas (od lewej: M. Phillips, C. Elliot, D. Doherty, J. Phillips) podczas występu w The Ed Sullivan Show (1968)

### Filmy
- 1975: Szampon jako dziewczyna na przyjęciu
- 1979: Krwawa linia jako Vivian Nichols
- 1983: Zabij mnie, zabij siebie (TV) jako Chris Jameson
- 1991: Nożyczki jako Ann Carter
- 1993: Drzewo Jozuego jako Esther Severance
- 2004: Harry + Max jako matka

### Seriale
- 1981: Statek miłości jako Barbara Carroll
- 1982: Statek miłości jako Linda Gammon
- 1983: Search for Tomorrow jako Ruby Ashford
- 1984: Napisała: Morderstwo jako Regina Kellijian
- 1984: Statek miłości jako Emily / Sheila Price
- 1987; 1989–1993: Knots Landing jako Anne Matheson
- 1988: Nowa seria Alfred Hitchcock przedstawia jako Katherine Clark
- 1988: Star Trek: Następne pokolenie jako Jenice Manheim
- 1993–1994: Uśmiech losu jako Joanna Russell
- 1994: Diagnoza morderstwo jako Christine Shaw
- 1994: Prawo Burke’a jako Denise Kima
- 1995: Nowe przygody Supermana jako Claudette Wilder
- 1996: Plaże Malibu jako Suki Walker
- 1997–1998: Beverly Hills, 90210 jako Abby Malone
- 1998–2000: Siedmiu wspaniałych jako Maude Standish
- 1999: Diagnoza morderstwo jako Livia Parkinson
- 2000: Życie do poprawki jako Edwina Lewis
- 2000: Asy z klasy jako Hellacious Akers
- 2001: Spin City jako Jane Moore
- 2001–2002: Żarty na bok jako Maureen
- 2001–2004: Siódme niebo jako Lilly
- 2003: Abby jako Christine Newton